# Omslagsflickan
Omslagsflickan (engelska: Cover Girl) är en amerikansk musikalfilm från 1944 i regi av Charles Vidor. I huvudrollerna ses Rita Hayworth och Gene Kelly. Filmen innehåller extravaganta kostymer (samtida och från 1890-talet), åtta dansnummer för Hayworth samt musik av Jerome Kern och Ira Gershwin, inklusive den klassiska sången "Long Ago (and Far Away)" som nominerades till en Oscar för bästa sång. Filmen hade svensk premiär den 9 oktober 1944.

## Handling
Rusty Parker är dansare på Danny McGuire`s nattklubb i Brooklyn, men drömmer om att bli Broadwaystjärna och deltar därför i en tävling där vinsten är att bli omslagsflicka på en känd modetidning. Kanske kan det ge henne en skjuts i karriären? Men det är inte alla som vill att hon ska vinna...

## Rollista i urval
- Rita Hayworth - Rusty Parker / Maribelle Hicks
- Gene Kelly - Danny McGuire
- Phil Silvers - Genius
- Otto Kruger - John Coudair
- Eve Arden - Cornelia "Stonewall" Jackson
- Lee Bowman - Noel Wheaton
- Leslie Brooks - Maurine
- Jess Barker - John Coudair som ung
- Edward Brophy - Joe, kock

## Musik i filmen
- "The Show Must Go On" (Jerome Kern, Ira Gershwin)
- "Who's Complaining?" (Kern, Gershwin) sång Phil Silvers
- "Sure Thing" (Kern, Gershwin) sång Rita Hayworth (dubbad av Martha Mears)
- "Make Way For Tomorrow" (Kern, Gershwin, E.Y. Harburg) sång Gene Kelly, Rita Hayworth & Phil Silvers
- "Long Ago (and Far Away)" (Kern, Gershwin) sång Gene Kelly & Rita Hayworth
- "Poor John" (Henry E. Pether, Fred W. Leigh) sång Rita Hayworth
- "Alter-Ego Dance" (Kern) instrumental
- "Cover Girl (That Girl on the Cover)" (Kern, Gershwin)
- "Put Me to the Test" (Kern, Gershwin) sång Gene Kelly & Phil Silvers